# Eduard Štros
Eduard Štros (* 16. listopadu 1939 Bošany), uváděný i jako Eduard Štross, je bývalý československý fotbalový brankář.

## Fotbalová kariéra
V československé lize chytal za TŽ Třinec v první historické sezoně klubu mezi elitou – 1963/64.

## Ligová bilance
| Ročník           | Zápasy | Góly | Minuty | Nuly | Klub      |
| ---------------- | ------ | ---- | ------ | ---- | --------- |
| II. liga 1962/63 | -      | 0    | -      | -    | TŽ Třinec |
| I. liga 1963.64  | 25     | 0    | 2 112  | 6    | TŽ Třinec |
| CELKEM 1. LIGA   | 25     | 0    | 2 112  | 6    |           |